# Саудијска професионална лига у фудбалу
Саудијска професионална лига (арап. دوري المحترفين السعودي) највиша је дивизија фудбала у Саудијском лигашком систему. Од прве сезоне до сезоне 1989/90. функционисао је као кружни турнир, након чега је Саудијска фудбалска федерација одлучила да споји фудбалску лигу са Купом краља у једном турниру и дода Златну кутију. Златна кутија би била крај сезоне нокаут такмичења која се игра између четири најбоља тима регуларне лигашке сезоне. Ови тимови би играли у полуфиналној фази за крунисање шампиона Саудијске Арабије. Лига се вратила на кружни систем у сезони 2007/08.
Удружење је такође редовно рангирано са највишим коефицијентом у Азији због успешних и доследних наступа својих клубова у АФК Лиги шампиона.
Прва сезона такмичења била је сезона 1976/77. Ел Хилал је најуспешнији тим, са 18 титула у својој историји и последњим освајањем титуле 2022/23.

## Историја
Све до касних 1950-их, фудбал у Саудијској Арабији је био организован на регионалној основи, а једини национални турнир био је Куп Саудијске Арабије. 1957. први квалификациони процес је консолидовао регионалне турнире региона Централ, Запад, Исток и Север. Клубови су се такмичили у својим регионалним лигама како би се квалификовали за куп Саудијске Арабије, што је била завршна фаза такмичења. Победник купа није био победник лиге.
Године 1976. почела је прва професионална фудбалска лига у Краљевини Саудијској Арабији са осам тимова, а следеће сезоне број клубова је порастао на десет. У сезони 1981/82 дошло је до спајања и Саудијске Премијер лиге и Саудијске Прве дивизије за ту сезону искључиво у вези са процесом квалификација за Светско првенство 1982. Двадесет тимова је било подељено у две групе, А и Б. Прва два у свакој групи ушла би у полуфиналну фазу како би се одредили укупни шампиони. У наредној сезони која се вратила на редовно такмичење у кругу, број прволигашких клубова је касније повећан на 12 у сезони 1984/85.
У децембру 1990. године, Саудијска фудбалска федерација одлучила је да споји лигу са купом у један турнир, одлучено је да се реконструишу локална такмичења и уведе професионални фудбал. Формирано је ново првенство лиге под називом „Лига куп чувара две свете џамије“, које је било двоетапно првенство. Прва етапа је била редовно лигашко такмичење у двоструком кругу са 4 најбоља квалификација за финалну нокаут фазу, названу Златна кутија. Клубовима је било дозвољено да потписују играче на професионалној основи чиме је лига постала полупрофесионална. Овај систем је трајао седамнаест сезона пре него што се вратио на редовно такмичење у кругу. Лига је постала потпуно професионална 2007. године.
Од 2008. године, у зависности од националног коефицијента, четири тима из Саудијске Арабије се квалификују за АФК Лигу шампиона годишње. Ово укључује прве три позиције лиге, заједно са освајачем купа. Ако је и освајач купа међу прва три тима, онда се у плеј-оф квалификује четврти најбољи тим, а ако се освајач купа не налази на прве три првенствене позиције у лиги, прва два ће се директно квалификовати за групну фазу, док ће се трећи тим квалификовати за плеј-оф АФК Лиге шампиона.
Лига је доспела на међународне наслове 2023. године због многих играча из других лига, посебно оних из Европе, који су прешли у клубове за сезону 2023/24. Најпознатији ови играчи су били Кристијано Роналдо, Карим Бензема, Нејмар, Нголо Канте, Роберто Фирмино, Садио Мане, Ријад Марез, Калиду Кулибали, Фабињо, Марцело Брозовић и Џордан Хендерсон. Национални фонд за јавна улагања преузео је 75% удела у четири оснивача (Ел Ахли, Ел Итихад, Ел Хилал и Ел Наср) у јуну 2023. као део програма Саудијска визија 2030. Шему су спољни посматрачи описали као "спортско прање".

### Спонзорство
Почевши од сезоне 2009/10, лигу је спонзорисала Заин група. Од сезоне 2013/14 до сезоне 2017/18, Абдул Латиф Џамел је био спонзор и лига је била позната као Даври Џамел, све до великог реструктурирања саудијског фудбала, под којим је име лиге враћено у Саудијска Про лига. Од 2022. године, на период од пет година, спонзор лиге је Рошн, одељење за некретнине Фонда за јавна улагања.

## Формат такмичења

### Лига
У Саудијској Про лиги постоји 18 клубова. Током сезоне (обично од августа до маја) сваки клуб игра са другим клубовима два пута (двоструки кружни турнир), једном на свом домаћем стадиону и једном на стадиону својих противника, у 34 утакмице. Екипе добијају три бода за победу и један бод за реми. За пораз се не додељују поени. Екипе се рангирају по позицијама на лигашкој табели у зависности од бодова, затим се у обзир узима резултат у међусобном односу између изједначених тимова, а затим и гол разлика.

### Промоција и испадање
Између Саудијске Про лиге и Саудијске Прве дивизије постоји систем промоције и испадања. Три најнижепласирана тима у Саудијској Про лиги испадају у Прву Дивизију, а три најбоља тима из Прве Дивизије промовишу се у Саудијску Про Лигу.

## Састав Професионалне лиге у сезони 2023/24.
| Клуб      | Место        | Стадион                            | Капацитет |
| --------- | ------------ | ---------------------------------- | --------- |
| Абха      | Абха         | Принц Султан ибн Абдулазиз стадион | 20.000    |
| Дамак     | Хамис Мушаит | Принц Султан ибн Абдулазиз стадион | 20.000    |
| Ел Ахли   | Џеда         | Краљ Абудалх спортски центар       | 62.345    |
| Ел Вехда  | Мека         | Краљ Абдулазиз стадион             | 38.000    |
| Ел Етифак | Дамам        | Принц Мухамед ибн Фахд стадион     | 35.000    |
| Ел Итихад | Џеда         | Краљ Абудалх спортски центар       | 62.345    |
| Ел Наср   | Ријад        | Ел Авал парк                       | 25.000    |
| Ел Окхдод | Наџран       | Принц Хатхлоул стадион             | 12.000    |
| Ел Раед   | Бурајда      | Краљ Абдулах спортски стадион      | 25.000    |
| Ел Ријад  | Ријад        | Принц Турки ибн Абдулазиз стадион  | 15.000    |
| Ел Тавун  | Бурајда      | Краљ Абдулах спортски стадион      | 25.000    |
| Ел Таи    | Хаил         | Принц Абдулазиз ибн Мусаед стадион | 12.000    |
| Ел Фаиха  | Ел Маџмах    | Ел Маџмах спортски центар          | 7.000     |
| Ел Фатех  | Ел Хаса      | Принц Абудалх ибн Џалави стадион   | 26.000    |
| Ел Хазем  | Ер Рас       | Ел Хазем клупски стадион           | 8.000     |
| Ел Халеџ  | Саихат       | Принц Мухамед ибн Фахд стадион     | 35.000    |
| Ел Хилал  | Ријад        | Међународни стадион Краљ Фахд      | 68.752    |
| Ел Шабаб  | Ријад        | Принц Фајсал ибн Фахд стадион      | 22.500    |

## Прваци

### Листа првака
| Бр. | Сезона  | Првак     | Вицепрвак |
| --- | ------- | --------- | --------- |
| 1   | 1974–75 | Ел Наср   | Ел Хилал  |
| -   | 1975–76 | Одгођено  | Одгођено  |
| 2   | 1976–77 | Ел Хилал  | Ел Наср   |
| 3   | 1977–78 | Ел Ахли   | Ел Наср   |
| 4   | 1978–79 | Ел Хилал  | Ел Наср   |
| 5   | 1979–80 | Ел Наср   | Ел Хилал  |
| 6   | 1980–81 | Ел Наср   | Ел Хилал  |
| 7   | 1981–82 | Ел Итихад | Ел Шабаб  |
| 8   | 1982–83 | Ел Етифак | Ел Хилал  |
| 9   | 1983–84 | Ел Ахли   | Ел Итихад |
| 10  | 1984–85 | Ел Хилал  | Ел Шабаб  |
| 11  | 1985–86 | Ел Хилал  | Ел Итихад |
| 12  | 1986–87 | Ел Етифак | Ел Ахли   |
| 13  | 1987–88 | Ел Хилал  | Ел Етифак |
| 14  | 1988–89 | Ел Наср   | Ел Шабаб  |
| 15  | 1989–90 | Ел Хилал  | Ел Ахли   |
| 16  | 1990–91 | Ел Шабаб  | Ел Наср   |
| 17  | 1991–92 | Ел Шабаб  | Ел Етифак |
| 18  | 1992–93 | Ел Шабаб  | Ел Хилал  |
| 19  | 1993–94 | Ел Наср   | Ел Ријад  |
| 20  | 1994–95 | Ел Наср   | Ел Хилал  |
| 21  | 1995–96 | Ел Хилал  | Ел Ахли   |
| 22  | 1996–97 | Ел Итихад | Ел Хилал  |
| 23  | 1997–98 | Ел Хилал  | Ел Шабаб  |
| 24  | 1998–99 | Ел Итихад | Ел Ахли   |
| 25  | 1999–00 | Ел Итихад | Ел Ахли   |
| 26  | 2000–01 | Ел Итихад | Ел Наср   |
| 27  | 2001–02 | Ел Хилал  | Ел Итихад |
| 28  | 2002–03 | Ел Итихад | Ел Ахли   |
| 29  | 2003–04 | Ел Шабаб  | Ел Итихад |
| 30  | 2004–05 | Ел Хилал  | Ел Шабаб  |
| 31  | 2005–06 | Ел Шабаб  | Ел Хилал  |
| 32  | 2006–07 | Ел Итихад | Ел Хилал  |
| 33  | 2007–08 | Ел Хилал  | Ел Итихад |
| 34  | 2008–09 | Ел Итихад | Ел Хилал  |
| 35  | 2009–10 | Ел Хилал  | Ел Итихад |
| 36  | 2010–11 | Ел Хилал  | Ел Итихад |
| 37  | 2011–12 | Ел Шабаб  | Ел Ахли   |
| 38  | 2012–13 | Ел Фатех  | Ел Хилал  |
| 39  | 2013–14 | Ел Наср   | Ел Хилал  |
| 40  | 2014–15 | Ел Наср   | Ел Ахли   |
| 41  | 2015–16 | Ел Ахли   | Ел Хилал  |
| 42  | 2016–17 | Ел Хилал  | Ел Ахли   |
| 43  | 2017–18 | Ел Хилал  | Ел Ахли   |
| 44  | 2018–19 | Ел Наср   | Ел Хилал  |
| 45  | 2019–20 | Ел Хилал  | Ел Наср   |
| 46  | 2020–21 | Ел Хилал  | Ел Шабаб  |
| 47  | 2021–22 | Ел Хилал  | Ел Итихад |
| 48  | 2022–23 | Ел Итихад | Ел Наср   |

### Успешност клубова
| # | Клуб      | Првак | Вицепрвак |
| - | --------- | ----- | --------- |
| 1 | Ел Хилал  | 18    | 15        |
| 2 | Ел Итихад | 9     | 8         |
| 3 | Ел Наср   | 9     | 7         |
| 4 | Ел Шабаб  | 6     | 6         |
| 5 | Ел Ахли   | 3     | 9         |
| 6 | Ел Етифак | 2     | 2         |
| 7 | Ел Фатех  | 1     | 0         |
| 8 | Ел Ријад  | 0     | 1         |

### Успешност по градовима
| Град    | Број титула | Клуб                                     |
| ------- | ----------- | ---------------------------------------- |
| Ријад   | 33          | Ел Хилал (18), Ел Наср (9), Ел Шабаб (6) |
| Џеда    | 12          | Ел Итихад (9), Ел Ахли (3)               |
| Дамам   | 2           | Ел Етифак (2)                            |
| Ел Хаса | 1           | Ел Фатех (1)                             |